# حسين زكي
حسين علي زكي حسين (1 مارس 1979-) لاعب كرة يد مصري، ولد في مدينة الإسكندرية، لقبته الصحف العالمية بـ «الكونكورد المصري».
لعب في بداياته مع الزمالك المصري وحقق معه 4 بطولات دوري و6 بطولات دوري الكأس و4 بطولات أفريقية وشارك مع منتخب الشباب المصري وحقق معه المركز الثالث في كأس العالم 96 واختير أفضل لاعب في العالم، أما في كأس العالم 99 نال جائزة أفضل هداف.
حقق العديد من الانجازات مع الفراعنة حيث حقق المركز الرابع في بطولة العالم 2001 واختير ضمن أفضل 7 لاعبين في العالم كما نال جائزة أفضل لاعب سنتر هاف وفي العام 2003 حقق المركز الثاني في قائمة هدافي كأس العالم.. انضم في العام 2001 إلى فريق بي إم ثيوداد ريال الإسباني وحقق معه بطولة اندية ابطال أوروبا وكأس أوروبا وبطولة الدوري الإسباني وكأس الأمير 3 مرات فضلا عن انجازه الشخصي باختياره أفضل محترف في الفريق كما انه استطاع الفوز بكأس العالم للأندية مع فريق السد القطري خلال السنة (2002) التي لعبها مع النادي معاراً من نادي ريال سوسيدات الإسباني وانتقل بعدها للعب في نادي ريال سرقسطة «بي أم أراجون» وصنف كأفضل لاعب وهداف في العام 2005 وضمن أفضل 10 لاعبين في الدوري الإسباني وبعدها انتقل للعين الإماراتي وحقق معه المركز الثاني ثم انتقل إلى نادي اهلي دبي عام 2011 واستطاع هناك حصد بطولة أندية الخليج 2013 وفضية بطولة أندية أسيا كما ساهم بقوة في تتويج النادي كبطل الدوري الإماراتي 3 مرات وبطل كأس السوبر 3 مرات وبطل كأس الاتحاد 3 مرات ولازال حتى الآن يلعب في نادي اهلي دبي

## حياته
كانت بداية حسين زكي في نادى شركة النحاس المصرية بمنطقة فلمنج بالإسكندرية، تولى إدارة الشركة أحد المديرين (الميرغنى) وكان اخوه يعمل مديرا فنيا لكره اليد بالنادى الاولمبى
وافتتح النشاط الرياضى بهذا النادى الصغير الاشبه بمركز شباب وانفقت الشركة على هذا النشاط وبداوا (ك عليوه - ك صلاح) في تعليم كرة اليد للأطفال من عمر 5 سنوات وفجأة اكتسح النادى الصغبر مسابقات الناشئين لكرة اليد على مستوى الجمهورية وقهروا أكبر الاندية في مصر واصبح الأطفال الصغار عمالقة كرة اليد في مصر
حسين زكي - خالد حسن وغيرهم هم نتاج انفاق شركات القطاعين العام والخاص على الانشطة الرياضية.

## الجوائز
جائزة أفضل لاعب سنتر هاف في العام 2003

## ما بعد الاعتزال
عمل كمدرب لمنتخب مصر للناشئين تحت 19 سنة وحصل معهم على كاس العالم للناشئين سنة 2019

## روابط خارجية
- حسين زكي على موقع الاتحاد الأوروبي لكرة اليد (الإنجليزية)
- حسين زكي على موقع أوليمبيديا (الإنجليزية)